# Wiśnica
Wiśnica (kaszb. Wësnëca) – mała osada leśna w Polsce położona w województwie pomorskim, w powiecie człuchowskim, w gminie Przechlewo. 
Osada jest częścią składową sołectwa Rudniki.
W latach 1975–1998 miejscowość położona była w województwie słupskim.